# 爱德华·墨菲
爱德华·墨菲（英語：Edward Murphy，1971年10月30日—），美国男子赛艇运动员。他曾代表美国参加1996年和2000年夏季奥林匹克运动会赛艇比赛，其中2000年奥运会获得一枚银牌。